# Louis Revoire
 (juin 2025).
Louis Antoine Innocent Revoire est un homme politique français né le 20 novembre 1763 à Lille (Nord) et décédé le 5 janvier 1841 dans la même ville.
Employé dans une banque de Lyon, puis à Bologne, il rentre en France sous le Directoire et fonde une maison de commerce à Lille. Juge au tribunal de commerce de Lille, conseiller municipal et conseiller d'arrondissement, il est député du Nord de 1817 à 1820, siégeant dans la majorité soutenant les gouvernements de la Restauration.

## Sources
« Louis Revoire », dans Adolphe Robert et Gaston Cougny, Dictionnaire des parlementaires français, Edgar Bourloton, 1889-1891 [détail de l’édition]